# Сумарокова (деревня)
Сумарокова (Сумароково) — деревня в Карачевском районе Брянской области, в составе Карачевского городского поселения. 

Расположена в 10 км к востоку от Карачева, в 4 км к северо-западу от села Алымова. 
 Население — 4 человека (2010).

## История
Упоминается с XVII века в составе Подгородного стана Карачевского уезда; в XVIII—XIX вв. — сельцо, владение Языковых. Состояла в приходе села Одрина, а с 1851 года — карачевского городского Архангельского собора. В 1898 была открыта церковно-приходская школа.
До 1929 года входила в Карачевский уезд (с 1861 — в составе Дроновской волости, с 1924 в Вельяминовской волости). С 1930-х гг. до 2005 года — в Первомайском сельсовете.
| Годы      | 1866 | 1887 | 1926 | 1979 | 1989 | 2002 | 2010 |
| --------- | ---- | ---- | ---- | ---- | ---- | ---- | ---- |
| Население | 257  | 453  | 627  | 54   | 23   | 9    | 4    |